# عاشیق حسن اسکندری
طرلان اسکندی معروف به حسن اسکندری (زاده ۲ بهمن ۱۳۲۶ کلاله اسلامی، خداآفرین) یکی از عاشیق‌های معروف آذربایجانی است.

## مقام هنری
- در سال ۱۳۶۴، حسن به همراه چند عاشیق دیگر به جشنواره فجر دعوت شد؛ و این آغازی بود بر ارج گذاری به موسیقی عاشیقی.[۱] از آن پس او و گروهش در همه جشنواره‌های فجر حضور یافته و جوایزی دریافت کرده‌اند. در ۱۳۷۰ مقام دوم تکنوازی، در ۱۳۷۵ مقام نخست گروهی، در سال‌های ۱۳۶۹، ۱۳۷۸ و ۱۳۷۹ مقام نخست آوازخوانی را به دست آورد.[۲] دولت با پی بردن به اهمیت تبلیغی این ژانر موسیقی عاشیق‌ها را به جشنواره‌های خارجی فرستاد و حسن نیز در اغلب این برنامه‌ها شرکت داشته‌است. او تاکنون در کشورهای مختلفی چون جمهوری آذربایجان، ژاپن، آلمان، انگلستان، فرانسه، هلند، چین، ازبکستان، قزاقستان، اسلواکی، اتریش، اسلوونی، مجارستان، چک و ترکیه برنامه اجرا کرده‌است.[۳]
- گروه عاشیق حسن در جشنواره موسیقی آوینیون فرانسه در ۱۳۷۰ به عنوان گروه برگزیده شناخته شد. او در ۱۳۷۵ به عنوان بهترین تنظیم کننده برنامه‌های موسیقی رادیو و تلویزیون و در ۱۳۷۹ و ۱۳۸۰ به عنوان بهترین خواننده و تنظیم کننده برای تولیدات رادیو و تلویزیون انتخاب شد.[۴]
- عاشیق حسن به همراه عاشیق رسول قربانی نشان تبریز را دریافت کرده‌است.[۵]
- یازدهم مرداد ماه ۱۳۸۶ در سالن ۲۰۰۰ نفری شهید آوینی فرهنگسرای بهمن شب شعر و موسیقی بمناسبت بزرگداشت شصتمین سال تولد عاشق حسن برگزار گردید. نزدیک به ۲۵۰۰ نفر از علاقمندان فرهنگ و مدنیت آذربایجان شرکت کردند.[۶]
- در چهاردهمین جشن سالگرد تأسیس خانه موسیقی، که در ۲۴ مهر ۱۳۹۲ در تالار وحدت برگزار شد، عاشیق حسن اسکندری به عنوان موسیقی کار پیش‌کسوت مورد تقدیر قرار گرفت.[۷]
- عاشیق حسن عاشیقی آفرینشگر است. او علاوه بر اجرای موسیقی عاشیقی، دیوانی ترتیب داده که حاوی قوشماها، گرایلی‌ها و تجنیس‌ها و… است. عاشیق حسن در خلق داستان عاشیقی هم دستی دارد. از کارهای او آیلار و ائلدار داستانی و عاشیق قشم گوروشو قابل توجه هستند.
- آراز آراز قان آراز - به یاد صمد بهرنگی[۸] از اجراهای جالب عاشیق حسن است. توضیح آنکه این سروده، بعد از غرق شدن صمد بهرنگی، بر مبنای یک افسانه محلی توسط بهمن زمانی ساخته شد و اول بار مراد آقایی آن را خواند.[۹]